# Coenosia gilvicoxa
Coenosia gilvicoxa este o specie de muște din genul Coenosia, familia Muscidae. A fost descrisă pentru prima dată de Fritz Isidore van Emden în anul 1940.
Este endemică în Uganda. Conform Catalogue of Life specia Coenosia gilvicoxa nu are subspecii cunoscute.